# Sellos de España en 1999
Los sellos de España en el año 1999 fueron puestos en circulación por la Entidad Pública Empresarial Correos y Telégrafos de España (la impresión se realizó en la Fábrica Nacional de Moneda y Timbre). En total se emitieron 71 sellos postales (3 en hoja bloque), comprendidos en 31 series filatélicas de temáticas diversas.

## Descripción
| Fecha de emisión | Nombre de la serie y/o del sello (descripción) | Dimensiones (mm)        | Valor facial (en ptas.) |
| ---------------- | --- | ----------------------- | ----------------------- |
| 28.01            | «Fauna española en peligro de extinción» 1) El lagarto gigante de El Hierro (Gallotia simonyi), reptil endémico de la isla de El Hierro (Canarias) | 40,9 × 28,8             | 35                      |
| 28.01            | 2) El águila pescadora (Pandion haliaetus), especie que anida en los cinco continentes y en España se localiza en las islas Baleares, Chafarinas y Canarias | 28,8 × 40,9             | 70                      |
| 28.01            | 3) La pardela pichoneta (Puffinus puffinus), ave que anida en las islas de La Palma y Tenerife | 40,9 × 28,8             | 100                     |
| 22.02            | «Xacobeo '99» 1) Crucero de Paradela (Lugo) | 28,8 × 40,9             | 35                      |
| 22.02            | 2) Detalle de la portada de la Iglesia de Santiago de Sangüesa (Navarra), que representa a Santiago el Mayor entre dos peregrinos | 40,9 × 28,8             | 70                      |
| 22.02            | 3) Crucero y puente de Pamplona | 28,8 × 40,9             | 100                     |
| 22.02            | 4) El Rollo jurisdiccional de Boadilla del Camino (Palencia), columna en estilo gótico del siglo XV | 28,8 × 40,9             | 185                     |
| 11.03            | «Deportes» 1) Reproducción del cartel conmemorativo diseñado por el pintor catalán Antoni Tàpies, en ocasión del centenario de la fundación del Fútbol Club Barcelona | 28,8 × 40,9             | 35                      |
| 12.03            | «Juvenia» 1) Diseño ganador de la XVI Exposición Nacional de Filatelia Juvenil Juvenia 99 celebrada en Alayor (Menorca), que representa un dibujo de la ciudad | 40,9 × 28,8             | 35                      |
| 26.03            | «175º aniversario de la policía española» 1) Diseño alusivo que reproduce un policía de barrio con su moto característica, una unidad NBQ (Nuclear, Bacteriológica y Química) y una unidad de helicóptero, así como el emblema del Cuerpo Nacional de Policía | 40,9 × 28,8             | 35                      |
| 09.04            | «Exfilna 1999 – Zaragoza» (HB) 1) Detalle de la ornamentación de la portada del Palacio de la Aljafería con motivo de la XXXVII Exposición Filatélica Nacional (Exfilna), celebrada en Zaragoza La hoja bloque reproduce una foto del interior del palacio taifal con las arquerías y la alberca, el escudo de la ciudad y el logotipo de la Exposición                         | 28,8 × 40,9 (105 × 78)  | 35                      |
| 16.04            | «50º aniversario de la Unión de Radioaficionados Españoles» 1) Motivo alusivo que muestra un dibujo de una antena transmisora, un micrófono y el logotipo de la URE, sobre los colores de la bandera española | 40,9 × 28,8             | 70                      |
| 30.04            | «Deportes» 1) Diseño alusivo que muestra el logotipo oficial del VII Campeonato Mundial de Atletismo celebrado en Sevilla y tres imágenes de la mascota del evento, Giraldilla: corriendo, saltando una valla y lanzando una jabalina | 28,8 × 40,9             | 70                      |
| 05.05            | «Europa 1999» 1) Serie anual a cargo de PostEurop, ese año bajo el tema Reservas y parques naturales; el sello muestra una vista del parque natural de Monfragüe en la provincia de Cáceres y la cabeza de un lince ibérico | 40,9 × 28,8             | 70                      |
| 07.05            | «Ferrocarriles» 1) Imagen de un tren del metro de Barcelona con motivo del 75.º aniversario de su fundación | 40,9 × 28,8             | 70                      |
| 14.05            | «Arte español» Con motivo de la exposición Memorias y esplendores realizada por la fundación Las Edades del Hombre en la Catedral de Palencia 1) Representación del rey Salomón en la pedrela o parte inferior de un retablo procedente de la localidad de Becerril de Campos (Palencia)                                                                                        | 28,8 × 40,9             | 35                      |
| 14.05            | 2) Reproducción de un remate superior de la reja del coro de la Catedral de Palencia | 28,8 × 40,9             | 70                      |
| 28.05            | «Países euro» (HB) Cada sello, a excepción del último, incluye el nombre, el tipo de cambio de la moneda nacional en euros y el perfil geográfico con los colores de la bandera de los países que se adhirieron el 1 de enero de 1999 a la unión monetaria de la UE, la llamada Eurozona 1) Alemania                                                                            | 40,9 × 28,8 (145 × 145) | 166                     |
| 28.05            | 2) Austria | 40,9 × 28,8 (145 × 145) | 166                     |
| 28.05            | 3) Bélgica | 40,9 × 28,8 (145 × 145) | 166                     |
| 28.05            | 4) España | 40,9 × 28,8 (145 × 145) | 166                     |
| 28.05            | 5) Finlandia | 40,9 × 28,8 (145 × 145) | 166                     |
| 28.05            | 6) Francia | 40,9 × 28,8 (145 × 145) | 166                     |
| 28.05            | 7) Holanda | 40,9 × 28,8 (145 × 145) | 166                     |
| 28.05            | 8) Irlanda | 40,9 × 28,8 (145 × 145) | 166                     |
| 28.05            | 9) Italia | 40,9 × 28,8 (145 × 145) | 166                     |
| 28.05            | 10) Luxemburgo | 40,9 × 28,8 (145 × 145) | 166                     |
| 28.05            | 11) Portugal | 40,9 × 28,8 (145 × 145) | 166                     |
| 28.05            | 12) La bandera de la UE | 40,9 × 28,8 (145 × 145) | 166                     |
| 04.06            | «Observación del tiempo» (aerograma) 1) El sello reproduce el radar meteorológico del Instituto Nacional de Meteorología. En el aerograma se puede ver además una ilustración con un globo radiosonda y un mapa de previsión meteorológica de la península ibérica | 40,9 × 28,8             | 85                      |
| 07.06            | «Deportes» 1) Reproducción de una instantánea futbolística junto al escudo del club de fútbol Recreativo de Huelva | 40,9 × 28,8             | 35                      |
| 11.06            | «Cómics» 1) Doña Urraca, historieta creado en 1948 por el dibujante Jorge (pseudónimo de Miguel Bernet Toledano) | 28,8 × 40,9             | 35                      |
| 11.06            | 2) El Coyote, historieta de los años 50 y 60, obra del escritor José Mallorquí y del dibujante Francisco Batet | 28,8 × 40,9             | 70                      |
| 18.06            | «Filatem-Universiada Palma 1999» (HB) 1) El sello reproduce el logotipo de la XX Universiada, celebrada en Palma de Mallorca La hoja bloque muestra el emblema de la Federación Internacional de Deportes Universitarios (FISU), la mascota de la XX Universiada (Siulo) y el edificio de La Lonja, en el que se realizó la V Exposición Nacional de Filatelia Temática Filatem | 28,8 × 40,9 (105 × 78)  | 185                     |
| 25.06            | «IV centenario de la defensa de Las Palmas de Gran Canaria» 1) El sello reproduce el escudo de la ciudad de Las Palmas de Gran Canaria y un grabado realizado por Theodore de Bry en el siglo XVI, que muestra el ataque de la armada holandesa en Gran Canaria | 40,9 × 28,8             | 70                      |
| 02.07            | «Paradores de turismo» 1) El Parador de Cangas de Onís (Monasterio de San Pedro de Villanueva) en la localidad homónima (Asturias) | 40,9 × 28,8             | 35                      |
| 12.07            | «Centenarios» 1) El Puente Viejo de Valmaseda (Vizcaya) con motivo del VIII centenario de la fundación de la villa | 28,8 × 40,9             | 35                      |
| 12.07            | 2) Diseño alusivo al centenario de la Sociedad General de Autores y Editores que muestra el logotipo de la sociedad | 28,8 × 40,9             | 70                      |
| 12.07            | 3) Diseño alusivo a la Fuente mágica de Montjuic en Barcelona, diseñada por Carles Buïgas, en ocasión del centenario del nacimiento del ingeniero catalán | 40,9 × 28,8             | 70                      |
| 12.07            | 4) Un mapa geológico de la península ibérica junto una pintura de la reina Isabel II en ocasión del 150.º aniversario de la Carta Geológica de Madrid y General del Reino (actual Instituto Geológico y Minero de España) | 40,9 × 28,8             | 150                     |
| 16.07            | «Centenarios» 1) Pintura del hidalgo Rodrigo Díaz de Vivar, El Cid, con motivo del IX centenario de su muerte | 28,8 × 40,9             | 35                      |
| 10.09            | «Arte español» Dos cuadros del pintor José Vela Zanetti 1) Invierno | 40,9 × 28,8             | 70                      |
| 10.09            | 2) La cosecha | 28,8 × 40,9             | 150                     |
| 24.09            | «Centenarios» Dos pinturas de Diego Velázquez, que forman parte de la colección del Museo del Prado de Madrid, en conmemoración del 400º aniversario de su nacimiento 1) El bufón don Sebastián de Morra | 28,8 × 40,9             | 35                      |
| 24.09            | 2) Una sibila | 28,8 × 40,9             | 70                      |
| 30.09            | «Año Internacional de las Personas Mayores» 1) Motivo alusivo que muestra una pareja de ancianos paseando y un abuelo con su nieto | 40,9 × 28,8             | 35                      |
| 01.10            | «Zona del Bajo Pirineo catalán» 1) El Castillo de Oix en el municipio de Montagut y Oix (Gerona) | 40,9 × 28,8             | 70                      |
| 08.10            | «Patrimonio de la Humanidad» 1) El Monasterio de San Millán de Yuso en San Millán de la Cogolla (La Rioja) | 40,9 × 28,8             | 35                      |
| 08.10            | 2) El Monasterio de San Millán de Suso en San Millán de la Cogolla | 40,9 × 28,8             | 70                      |
| 09.10            | «Día del Sello» 1) Monumento a la Unión Postal Universal en Berna en ocasión de su 125.º aniversario | 40,9 × 28,8             | 70                      |
| 13.10            | «Correspondencia epistolar escolar» Serie monográfica estudiantil, cuyo tema trata, en esta edición, de un simpático sello que va mostrando diferentes escenas de la vida social y cultural 1) "Cumplimos 150 años" | 40,9 × 28,8             | 20                      |
| 13.10            | 2) "Recorremos el mundo" | 40,9 × 28,8             | 20                      |
| 13.10            | 3) "Escríbeme" | 40,9 × 28,8             | 20                      |
| 13.10            | 4) "Ama la lectura" | 40,9 × 28,8             | 20                      |
| 13.10            | 5) "Vive la naturaleza" | 40,9 × 28,8             | 20                      |
| 13.10            | 6) "Te mostramos el patrimonio" | 40,9 × 28,8             | 20                      |
| 13.10            | 7) "Te acercamos la pintura" | 40,9 × 28,8             | 20                      |
| 13.10            | 8) "Jugamos contigo" | 40,9 × 28,8             | 20                      |
| 13.10            | 9) "Sentimos la música" | 40,9 × 28,8             | 20                      |
| 13.10            | 10) "Y además nos coleccionan" | 40,9 × 28,8             | 20                      |
| 13.10            | 11) "Os esperamos" | 40,9 × 28,8             | 20                      |
| 15.10            | «UPAEP 1999» 1) Una paloma blanca posada en una mano es el dibujo elegido por España para la emisión conjunta de la UPAEP, ese año bajo el tema El nuevo milenio sin armas | 28,8 × 40,9             | 70                      |
| 18.10            | «Congreso Internacional Museología del Dinero» 1) Reproducción del cuadro El cambista y su mujer del pintor holandés Marinus van Reymerswale | 40,9 × 28,8             | 70                      |
| 03.11            | «Caballos cartujanos» Serie con motivo de la Exposición Mundial de Filatelia - España 2000 dedicada al caballo de la Yeguada La Cartuja-Hierro del Bocado 1) Un caballo zaino y su criador | 40,9 × 28,8             | 20                      |
| 03.11            | 2) Cartel oficial de la Exposición España 2000 | 40,9 × 28,8             | 35                      |
| 03.11            | 3) Logotipo de la Exposición España 2000 | 40,9 × 28,8             | 70                      |
| 03.11            | 4) Dos caballos blancos | 40,9 × 28,8             | 100                     |
| 03.11            | 5) Un caballo blanco y uno zaino | 40,9 × 28,8             | 150                     |
| 03.11            | 6) Un caballo blanco entre personas | 40,9 × 28,8             | 185                     |
| 05.11            | «Navidad 1999» 1) Imagen de la Adoración de los Reyes en el retablo mayor de la Catedral de Toledo | 28,8 × 40,9             | 35                      |
| 05.11            | 2) El cuadro Navidad de Isabel Guerra, monja cisterciense del Monasterio de Santa Lucía en Zaragoza | 40,9 × 28,8             | 70                      |